# NEOchrome
NEOchrome ist eines der ersten Bitmap-Grafikprogramme für den Atari ST und wurde bereits 1984 veröffentlicht. Entwickler Dave Staugas war Programmierer bei Atari und Co-Autor des Betriebssystems TOS (The Operating System). Eine Vorabversion (v0.5) wurde mit der ersten Systemdiskette ausgeliefert.
Version 1.0 schnürten die Händler gerne mit den europaweit vertriebenen Discovery- und Power-Packs zusammen, die neben dem Atari 520/1040 ST/E Computer ein Paket aus Software und Spielen enthielten. Jedoch war NEOchrome niemals als Public Domain freigegeben und Dave Staugas stoppte hiernach die Entwicklung, so blieb es bei der offiziellen Version 1.0. Dadurch wurde das kleine Bitmap-Grafikprogramm jedoch schnell beliebt und verbreitete sich besonders in der Atari-ST-Demoszene. In Deutschland war Thalion-Gründer und Pixel-Artist Erik Simon einer der bekanntesten Befürworter von NEOchrome und erläuterte im Sommer 1989 für die Fachzeitschrift Public Domain Software die Bedienung der Version 1.0.
NEOchrome besaß einen besonderen Vorteil gegenüber den umfangreicheren zeitgenössischen Bildbearbeitungsprogrammen, wie DEGAS Elite und Deluxe Paint: es arbeitete mit einer Echtzeit-Lupe, die bei allen Funktionen aktiv war. Die schnelle Farbwahl auf der immer zur Verfügung stehenden Farbpalette und die einfachen Zeichenfunktionen machten es gerade bei Einsteigern zu einem beliebten Pixel-Painter. Zudem konnten mit nur wenigen Mausklicks schnelle Palettenanimationen (Color Cycling) verwirklicht werden, z. B. fließendes Wasser.

## NEOchrome Master
1990 übernahm der deutsche Demo-Programmierer Till Bubeck, auch bekannt als Chaos Inc./Delta Force, die Weiterentwicklung von NEOchrome und begann mit Version 2.00 nützliche Erweiterungen und Bugfixes in das Original von Dave Staugas einzubauen: bis zu 10 Workscreens, beschleunigter Bildschirmaufbau, STE-Farbpalette (4096 Farben), Rotation von Objekten in 1-Grad-Schritten, Nutzung des unteren Bildschirmrands (höhere Auflösung), Rasterinterrupt-Farbauswahl, automatisches Antialiasing usw.
Till Bubeck zeichnete auch für die Programmierung von Rings of Medusa und Return of Medusa bei Starbyte verantwortlich. Pixel-Artist Torsten Zimmermann nutzte dabei intensiv die neuen Möglichkeiten von NEOchrome Master. Auch in der Demoszene machte man Gebrauch von den schnellen und übersichtlichen Malwerkzeugen, u. a. führte dies zu spezifischen Anpassungen für Szene-Größen wie Niklas Malmqvist (Tanis). Mit Version 2.28 erschien 1992 die vorerst letzte Version.
Unterstützte Dateiformate:
| Typ           | Auflösung | Farben | Format              |
| ------------- | --------- | ------ | ------------------- |
| unkomprimiert | 320 × 200 | 16     | Neochrome           |
| unkomprimiert | 320 × 200 | 16     | Neochrome Animation |
| komprimiert   | 320 × 200 | 16     | Degas               |
| unkomprimiert | 320 × 200 | 16     | Degas               |
| unkomprimiert | 320 × 200 | 16     | Doodle              |
| unkomprimiert | 320 × 200 | 16     | IFF (Amiga)         |